# Delfina Merino
Delfina Merino (Vicente López, 15 de octubre de 1989) es una jugadora argentina de hockey sobre césped que se desempeña en el Club Atlético Banco de la Provincia de Buenos Aires. En febrero de 2018, fue galardonada por la Federación Internacional de Hockey como la mejor jugadora del mundo de 2017.

## Carrera deportiva
Delfina comenzó a jugar al hockey a los cinco años por iniciativa de sus padres en el Club Banco Provincia, con el cual logró el ascenso a primera división en 2013.
En 2009, bajo la dirección técnica de Gabriel Minadeo, fue convocada a la Selección mayor y posteriormente con el entrenador Carlos Retegui, Delfina se volvió una jugadora asidua en el equipo, hasta el punto de formar parte del plantel que se consagró campeón en el Campeonato Mundial de Rosario 2010.
Además de jugar al hockey, estudió abogacía en la Universidad de Buenos Aires.
En 2020, recibió el Diploma al Mérito de los Premios Konex como una de los 5 mejores jugadores de hockey de la última década en Argentina.

### Participaciones en Campeonatos Mundiales
| Mundial                 | Sede         | Resultado | Partidos | Goles |
| ----------------------- | ------------ | --------- | -------- | ----- |
| Campeonato Mundial 2010 | Argentina    | Campeón   | ?        | 0     |
| Campeonato Mundial 2014 | Países Bajos | 3° puesto | ?        | 2     |
| Campeonato Mundial 2018 | Inglaterra   | 7° puesto | ?        | 2     |

### Participaciones en Juegos Olímpicos
| Año                   | Sede        | Resultado | Partidos | Goles |
| --------------------- | ----------- | --------- | -------- | ----- |
| Juegos Olímpicos 2012 | Reino Unido | Plata     | ?        | 0     |
| Juegos Olímpicos 2016 | Brasil      | 7º puesto | ?        | 2     |
| Juegos Olímpicos 2020 | Japón       | Plata     | 8        | 0     |

### Participaciones en Juegos Panamericanos
| Año                       | Sede   | Resultado | Partidos | Goles |
| ------------------------- | ------ | --------- | -------- | ----- |
| Juegos Panamericanos 2011 | México | Plata     | ?        | 4     |
| Juegos Panamericanos 2015 | Canadá | Plata     | 6        | 6     |

### Participaciones en Champions Trophy
| Año                   | Sede         | Resultado  | Partidos | Goles |
| --------------------- | ------------ | ---------- | -------- | ----- |
| Champions Trophy 2009 | Australia    | campeón    | 4        | 0     |
| Champions Trophy 2010 | Inglaterra   | campeón    | 6        | 2     |
| Champions Trophy 2011 | Países Bajos | subcampeón | 6        | 2     |
| Champions Trophy 2012 | Argentina    | campeón    | 6        | 2     |
| Champions Trophy 2014 | Argentina    | campeón    | ?        | 1     |
| Champions Trophy 2016 | Inglaterra   | campeón    | 6        | 0     |
| Champions Trophy 2018 | China        | 3° puesto  | 6        | 1     |

## Logros con la Selección nacional

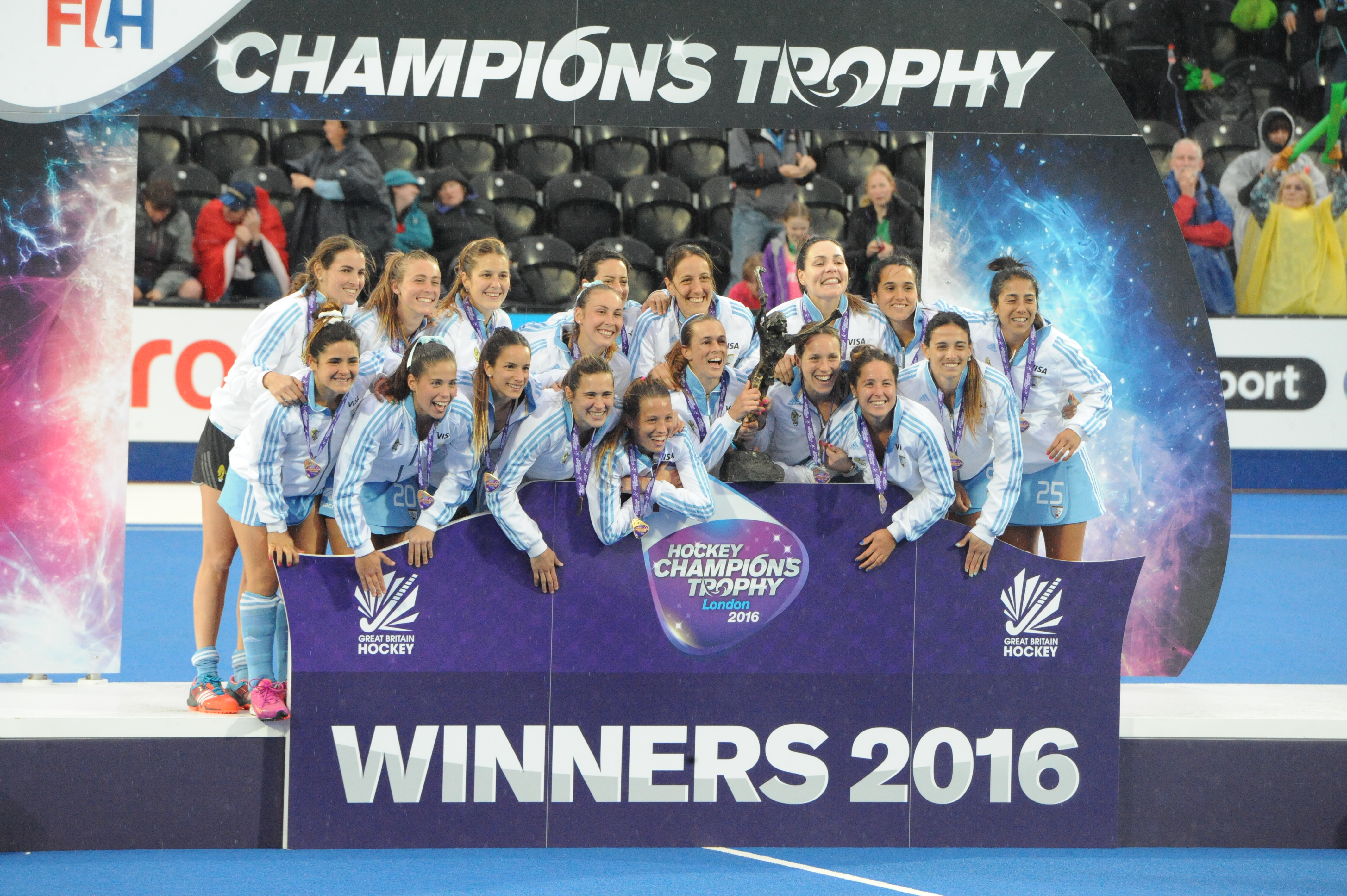
Festejos de la obtención del Champions Trophy 2016.

- 2008 - Medalla de bronce en el Campeonato Panamericano Junior (Ciudad de México, México).
- 2009 - Medalla de oro en la Copa Panamericana (Hamilton, Bermudas).
- 2009 - Medalla de plata en el Cuatro Naciones (Sudáfrica).
- 2009 - Medalla de oro en el Champions Trophy (Sídney, Australia).
- 2009 - Medalla de plata en el Campeonato Mundial Juvenil (Boston, Estados Unidos).
- 2010 - Medalla de oro en el Champions Trophy (Nottingham, Inglaterra).
- 2010 - Medalla de oro en el Campeonato Mundial (Rosario, Argentina).
- 2011 - Medalla de plata en el Champions Trophy (Ámsterdam, Países Bajos).
- 2011 - Medalla de plata en los Juegos Panamericanos (Guadalajara, México).
- 2012 - Medalla de oro en el Champions Trophy (Rosario, Argentina).
- 2012 - Medalla de plata en los Juegos Olímpicos (Londres, Inglaterra).
- 2013 - Medalla de oro en la Copa Panamericana (Mendoza, Argentina).
- 2014 - Medalla de bronce en el Campeonato Mundial (La Haya, Países Bajos).
- 2014 - Medalla de oro en el Champions Trophy (Mendoza, Argentina).
- 2015 - Medalla de plata en los Juegos Panamericanos (Toronto, Canadá).
- 2015 - Medalla de oro en la Liga Mundial (Rosario, Argentina).
- 2016 - Medalla de oro en el Champions Trophy (Londres, Inglaterra).
- 2017 - Medalla de oro en la Copa Panamericana (Lancaster, Estados Unidos).
- 2018 - Medalla de bronce en el Champions Trophy (Changzhou, China).
- 2021 - Medalla de plata en los Juegos Olímpicos (Tokio, Japón).